# Cídipe (hija de Óquimo)
En la mitología griega, Cídipe o Cirbia era una princesa de Rodas hija del rey Óquimo y de la náyade Hegetoria. Su padre la prometió a Ocridión, pero estando su tío Cércafo enamorado de ella hizo que un heraldo de Ocridión le traicionara y se la diera en matrimonio. Según otra versión Ocridión consiguió casarse con ella, pero Cércafo la raptó y no volvieron a Rodas hasta que el padre de Cídipe era ya un anciano. Cídipe fue madre, con Cércafo, de tres hijos que sucedieron a su padre y dividieron la isla de Rodas en tres regiones a las que pusieron sus nombres: Camiro, Ialiso y Lindo. En su honor se bautizó como Cirbia a una ciudad de Rodas que fue destruida por una inundación.